# ヴォルテラ積分方程式
数学におけるヴォルテラ積分方程式（ヴォルテラせきぶんほうていしき、英: Volterra integral equation）とは、積分方程式の一つの特別な形である。その形状により第一種と第二種に分かれる。
線型の第一種ヴォルテラ積分方程式は
{\displaystyle f(t)=\int _{a}^{t}K(t,s)\,x(s)\,ds}
で与えられる。ここで ƒ は与えられた関数であり、x は求めるべき未知関数である。線型の第二種ヴォルテラ積分方程式は
{\displaystyle x(t)=f(t)+\int _{a}^{t}K(t,s)x(s)\,ds}
で与えられる。
作用素論およびフレドホルム理論において、上式と対応する方程式はヴォルテラ作用素と呼ばれる。
線型のヴォルテラ積分方程式が
{\displaystyle x(t)=f(t)+\int _{t_{0}}^{t}K(t-s)x(s)\,ds.}
で与えられるなら、それは畳み込み方程式である。この時、積分の中の関数 {\displaystyle K} は核と呼ばれる。このような方程式は、ラプラス変換の手法を用いることにより解析することが出来る。
ヴォルテラ積分方程式はヴィト・ヴォルテラにより導入され、エミール・ピカールの指導のもと、トライアン・ラレスクの1908年の学位論文「Sur les équations de Volterra」において研究された。ラレスクはその後、1911年に積分方程式に関する初の著書を執筆した。
ヴォルテラ積分方程式は、人口学や、粘弾性物質の研究、保険数学に現れる再生方程式などへと応用されている。